# Rajzel Zychlinski
Rajzel Zychlinski (geboren als Rajzla Żychlińska 27. Juli 1910 in Gąbin, Russisches Kaiserreich; gestorben 13. Juni 2001 in Concord, Kalifornien, USA) war eine polnisch- und vor allem jiddischsprachige Dichterin. 

## Leben
Rajzel Zychlinski, aus einer Rabbiner-Familie stammend, gilt als eine der größten Lyrikerinnen in jiddischer Sprache. Mit 12 Jahren begann sie zu schreiben, zunächst in Polnisch, dann in Jiddisch. Mit 17 Jahren schrieb sie ihr erstes jiddisches Gedicht, mit 18 Jahren hatte sie eine erste Veröffentlichung in der Warschauer Folkszeitung. Sie arbeitete in einem Waisenhaus in Włocławek, danach bis 1939 in einer Warschauer Bank. Als die deutsche Wehrmacht Polen überfiel, floh Rajzel Zychlinski in das sowjetisch besetzte Lemberg und weiter nach Kolomyja. Dort heiratete sie den Psychiater Isaac Kanter († 1990). Nach dem deutschen Überfall auf die Sowjetunion floh sie mit ihrem Mann 1941 in die Nähe von Kasan, wo 1943 ihr Sohn Marek zur Welt kam. Ihre Mutter und ihre in Polen gebliebenen Geschwister wurden in Kulmhof und Treblinka von den Nationalsozialisten ermordet. Dieses lebenslange Trauma, und die weiteren Erschütterungen ihres Jahrhunderts, sind – teilweise stumm oder in symbolischer Andeutung – in ihren Gedichten präsent.
1946 kehrte Rajzel Zychlinski mit ihrer Familie nach Polen zurück; sie fanden dort jedoch keine Heimat mehr. Von 1948 bis 1951 lebten sie in Paris, danach wanderten sie in die USA aus. In Brooklyn trug Rajzel als Arbeiterin in einer Krawattenfabrik zum gemeinsamen Lebensunterhalt bei. Parallel besuchte sie die High School und belegte Studienkurse in Biologie, Literatur- und Sozialwissenschaft. Ihre letzten Lebensjahre verbrachte sie ab 1997 in der Nähe ihres Sohnes in Kalifornien.

## Ehrungen
- 1937 Reuben Ludwig Award (verliehen von der jiddisch-amerikanischen Zeitschrift Inzikh)
- 1975 Itzik-Manger-Preis (höchste Auszeichnung für jiddische Literatur)

## Beispiel

### di klejder
di klejder in welche du hosst gesen mich -
sej wern kejnmol nischt alt,
mit ale kolirn fun regnbojgn
blien sej in majn schank.
doss lila klejd ssojdet sich mitn grinem
a grinem grosikn ssod,
doss rosa tuljet sich zum geln
un di blumen blien baj sejer sojm.
opgerukt, basunder in a winkl fun majn schank,
di arbl farworfn iber di aksslen -
cholemt fun dir majn bloj klejd.

### Die Kleider
Die Kleider, die du an mir sahst,
werden nie alt.
In allen Farben des Regenbogens
blühn sie in meinem Schrank.
Das lila Kleid flüstert mit dem grünen
ein grünes grasiges Geheimnis,
das rosa schmiegt sich an das gelbe
mit Blüten am Saum.
Weggeschoben in eine Schrankecke,
die Ärmel über die Schultern gelegt,
träumt mein blaues Kleid von dir.

## Werke
Erstausgaben
- lider (Gedichte). Yiddish P.E.N. Club, Warschau 1936
- der regn singt (Der Regen singt). Warschau 1939
- zu lojtere bregn (Zu klaren Ufern). Łódź 1948
- schwajgndike tirn (Schweigende Türen). New York 1962
- harbsstike sskwern (Herbstliche Plätze). New York 1969
- di nowember-sun (Die Novembersonne). Gedichte und Erzählungen. Paris 1977
- naje lider (Neue Gedichte). Tel Aviv 1993

Deutschsprachige Ausgaben
- Vogelbrot. Übersetzt und hrsg. von Hubert Witt. Insel-Verlag, Leipzig 1981 (Insel-Bücherei 1044)
- Gottes blinde Augen. Jiddisch und deutsch. Übersetzt und hrsg. von Karina Kranhold. Oberbaum-Verlag, Berlin 1996 (zweisprachig)
- die lider / Die Gedichte 1928–1991. Jiddisch und deutsch. Übersetzt und hrsg. von Hubert Witt. Zweitausendeins, Frankfurt am Main 2003

Englischsprachige Ausgabe
- God Hid His Face. Selected Poems. Übersetzt von Barnett Zumoff, Aaron Kramer, Marek Kanter[-Zychlinski] u. a. Einführung: Emanuel S. Goldsmith. Santa Rosa (Kalifornien) 1997

## Vertonungen
- Damian Maria Rabe: 1. kafe in pariz; 2. nakhtike muzik; 3. zumer; 4. vos tut er do; 5. men tantst do, 6. rilkes lid; 7. who calls (Übersetzung: Marek Kanter); 8. volt ikh; 9. khasene; 10. s'iz shpet; 11. a mayse; 12. regn
- Martin Quetsche & Christine von Bülow (Schmarowotsnik): lider (2010) Zwei Singstimmen, Oboe/Englischhorn, Akkordeon
- Antoine Beuger: Lieder (2007) für eine Singstimme und eine Begleitstimme
- Wolfgang Schoor: Und in uns sind die Wälder, nicht sehr fern (1985) Liederzyklus für Sopran, Bariton und Klavier nach Texten von Dagmar Hilarová, Miep Diekmann und Rajzel Zychlinski. UA 1985
- Harald Winter: Di Lider Suite für Singstimmen, Harfe und Gitarre

1. as is mir kalt 2. alejn 3. dajne schich 4. di oreme 5. der wint 6. gebojrn hot mich der wint 7. in gortn 8. is gewen 9. majn feter hersch 10. majn schochn 11. mame 12. ojf a wolkn 13. ruik schloft majn kind 14. si singt in a schnej 15. zu woss di zejchnss

## Musikproduktion
- Stella & Ma Piroschka: Neue Jiddische Chansons – Nakhtike Muzik (2011), Skip Records
Stella Juergensen voc; Andreas Hecht gt; Ralf Boecker clar,acc,piano; guests: Paul Brody tr, Marc Kovnatsky v, Gregor Kilian p
- Schmarowotsnik: Rajzel Zychlinski; lider (2010), A. Albrecht

## Hörbuch
- di lider – Gedichte 1928–1991. Sprecherin: Iris Berben. Random House Audio, München 2005